# Tolv Aamland
Tolv Aamland (21 tháng 1 năm 1893 - 10 tháng 12 năm 1983) là một chính trị gia người Na Uy cho Đảng Tự do.
Ông từng là phó đại diện của Quốc hội Na Uy từ Aust-Agder trong nhiệm kỳ 1945–1949. Tổng cộng ông đã có mặt trong mười ngày của kỳ họp quốc hội.
Đến từ Birkenes, ông là một hiệu trưởng trường học trong cuộc đời chuyên nghiệp của mình. Trong thời gian chiếm đóng Na Uy bởi Đức Quốc xã, ông bị bắt giam tại Arkivet vào tháng 5 năm 1942.